# Kina
For at læse om Taiwan (formelt: Republikken Kina) fra 1949 og til nu se: Taiwan eller Taiwan (ø).
 For alternative betydninger, se Kina (flertydig). (Se også artikler, som begynder med Kina)
Kina (Folkerepublikken Kina) (kinesisk: 中华人民共和国) er en suveræn stat i Østasien. Med en befolkning på 1,4 milliard, 17,6% af jordens befolkning er den verdens næstmest folkerige land, kun overgået af Indien. Landet er en etpartistat, der er styret af Kinas kommunistiske parti med hovedsæde i hovedstaden Beijing.
Kina er i areal det største land i Østasien og det fjerdestørste land i verden (Rusland, Canada og USA er større).
Kina er involveret i en langvarig konflikt om Taiwans politiske status. Kuomintang, der var kommunisternes rival under den kinesiske borgerkrig, trak sig tilbage til Taiwan i 1949 og påstod at være de retmæssige ledere af Kina og Mongoliet. Siden 1990'erne har Taiwan opgivet de krav. Folkerepublikken mener, at Taiwan er en provins i Kina og truer med krig, hvis Taiwan officielt erklærer sig for uafhængig.
På grund af landets meget store befolkning, kraftige økonomiske vækst og store investeringer i forskning og udvikling anses Kina ofte  for en kommende supermagt og er i dag verdens næststørste økonomi. Kina er permanent medlem af FN's sikkerhedsråd og medlem af APEC.
Kina spiller en stor rolle i international handel. Landet er verdens største forbruger af stål og beton og bruger henholdsvis en tredjedel og over halvdelen af verdens samlede produktion. Det er også verdens 2. største importør af råolie. Mht. alle produkter, er Kina verdens 3. største importør og den største eksportør i verdenen.

## Etymologi

### "Zhōngguó"
Kineserne kalder deres land Zhōngguó, normalt oversat til "Riget i midten" eller "Landet i centrum". Men betegnelsen er ikke geografisk entydig. Under Forårs- og efterårsperioden (fra 722 til 481 f.Kr.) blev den benyttet om de  højtudviklede stater rundt om Huáng Hés midterste løb, og mindre udviklede stater som Chu og Qín var ikke medregnet. Senere blev sydligere områder medregnet, så regionerne omkring Chángjiāng (Yangze) – og Perlefloden var med. På Táng-dynastiets tid var også "barbariske" regimer som Xianbei og Xiōngnú med.
Mens og før Hàn-dynastiet havde Zhōngguó tre specifikke betydninger:
1. Området omkring hovedstaden, dvs. kejserens egne områder.
2. Området under de centrale styrkers direkte kontrol. I Shǐjì hedder det: "Otte bjerge er vidt berømte i riget. Tre er hos Man- og Yi-barbarene. Fem er i Zhōngguó".
3. Området som nu kaldes det nordkinesiske sletteland.

Da Kina blev opbrudt i en række mindre stater efter Hàn-dynastiet, gennemgik Zhōngguó-begrebet forandringer, ikke mindst som følge af de nomadiske folk, som trængte ind nordfra. Dette gjaldt desto mere efter den kinesiske civilisations vugge, områderne langs Huáng Hé, blev overtaget af disse indtrængere. For eksempel begyndte Xianbei-folket at omtale sit rige, Det nordlige Wei, som Zhōngguó, for at skille det fra De sydlige dynastier, som de kaldte Yi (夷, som betyder barbarerne). De sydlige dynastier på deres side, som bestod af folk som var blevet presset mod syd af indtrængerne, kaldte det nordlige Wei for Lu (虏), som betyder "forbryderisk" eller "fange". Således blev Zhōngguó snarere en kvalitetsbetegnelse, som indebar politisk legitimitet.
Begrebet blev brugt fra 900-tallet af de konkurrerende Liao-, Jin- og Sòng-dynastier. Begrebet Zhōngguó blev geografisk, kulturel og politisk og ikke fortrinsvis om etnisk oprindelse.
Republikken Kina og senere Folkerepublikken Kina har brugt Zhōngguó om alle de områder og folk, som var inden for deres politiske kontrol. Alle de 56 anerkendte etniske grupper er rén (中国人), dvs. Zhōngguó-folk.

### "Kina"
Det danske ord "Kina" og den sjældnere latinske forstavelse "sino-" er antagelig afledt fra "Qín" (udtales som halvvejs mellem skinn og tsin, og med stigende tonefald). Andre tror, at "Kina" kan komme fra et af de kinesiske ord for te (茶 chá) eller silke (kinesisk 丝 sī). Ordet "Kina" gået via mange fremmede tungemål langs Silkevejen, før det nåede frem til Europa. Vestens betegnelse "Kina" er senere vandret tilbage til Japan, men er der udviklet til et nedsættende ord, shina.
I snæver forstand kan "Kina" betyde "det egentlige Kina" eller sædvanligt "det egentlige Kina" samt Manchuriet, Indre Mongoliet, Tibet og Xīnjiāng. De regioners grænser passer ikke nødvendigvis med de moderne provinsgrænser. I mange sammenhænge sigtes der med "Kina" til Folkerepublikken Kina (eller Fastlands-Kina), mens "Táiwān" benyttes om "Republikken Kina". I den engelsktalende forretningsverden findes "the Greater China region" (eller på kinesisk 大中华地区) om Kina på en lidt uafgrænset og inkluderende måde.
Sinologer benytter ordet "Kina" som er omtrent lige afgrænset, som den klassiske kinesiske brug af Zhōngguó, eller afgrænset til den hàn-kinesiske etniske gruppe, som udgør 92 % af den kinesiske befolkning.

## Historie

### Forhistorisk tid
Arkæologiske fund viser at hominider levede i Kina for mellem 250.000 og 2,24 millioner år siden. En hule i Zhoukoudian (i det nuværende Beijing) indeholder fossiler af homonider fra mellem 680.000 og 780.000 f.Kr. Fossilerne er af Pekingmennesket, der tilhørte menneskearten Homo erectus, der beherskede ild.

### Det kejserlige Kina
Den kinesiske civilisation opstod langs Huáng Hé-floden i Nordkina. Kineserne deler oftest historien  i herskerdynastier, da dynastiskiftene ofte indebar skifte af styreform, herskerklasse og hovedstad. Under Shāng-dynastiet blev skriftsproget, spådomskunst og litteratur som Yijing skabt. Zhōu-dynastiet var  præget af borgerkrig og splittelse på den ene siden og kulturel blomstring indenfor filosofi og litteratur på den anden side. Under Zhōu-dynastiet opstod konfucianismen og taoismen, og litteratur og filosofi blev grundlaget for kinesisk kultur de næste 2000 år. Alle smårigerne blev samlet under kejser Shǐhuángdì i 221 f.Kr., og sådan opstod Qín-dynastiet. Under Qín-årene begyndte bygningen af Den kinesiske mur, et byggeprojekt, som med pauser foregik i 1800 år. Qíns rædselsstyre brød sammen efter kort tid og gav plads til Hàn-dynastiet. Nu blev konfusianismen en statsfilosofi, og Zhōu-tidens kultur blev ideal. Under Suí-dynastiet blev det gigantiske byggeprojekt Kejserkanalen opført for at forsyne tropperne ved muren. Táng-dynastiet bliver af de fleste kinesere regnet som landets kulturelle guldalder, hvor kalligrafi og poesi nåede det højeste niveau nogensinde. Mongolerne brød gennem muren i 1200-tallet og grundlagde Yuán-dynastiet. De blev efter kort tid assimileret i den kinesiske kultur og blev styrtet og fulgt af Míng-dynastiet. I Míng-perioden blev hovedstaden flyttet til Beijing og Den Forbudte By blev opført. Den kinesiske flåde begyndte opdagelsesrejser til andre kontinenter, en aktivitet som sluttede lige før europæerne første gang nåede Kina med deres handelsskibe.
Til 1700-tallet havde Kina et klart teknologisk fortrin for folkene i Centralasien, men sakkede bagud  for Europa. Det lagde grundlaget for Kinas afvisning i1800-tallet af den europæiske imperialisme, mens Kina ekspanderede ind over Centralasien.

### Republikken Kina (1912–49)
I 1912 gik det kinesiske kejserdømme under og blev erstattet af en republik. De følgende tre årtier var en splittelsens tid; krigsherrernes tid, den anden kinesisk-japanske krig (1937-1945) og den kinesiske borgerkrig. Den sidste ebbede ud i 1949, da det kinesiske kommunistparti havde vundet kontrol over Fastlandskina.
Under massakren i Nanjing i 1937 dræbte japanerne angiveligt over 300.000 kinesere i løbet af  seks uger. Mennesker blev kogt levende, brændt ihjel, kørt over af kampvogne og på andre forfærdelige måder. Forholdet mellem Japan og Kina er fortsat anstrengt som en følge af det , som skete i Kina før og under 2. verdenskrig, og måden Japan har behandlet det. Mens tyskerne har betalt milliarder i erstatning, bygget mindesmærker og bedt om undskyldning, mener mange, at Japan fornærmer sine ofre ved at tilbede krigsforbrydere som guder.

### Folkerepublikken Kina (1949–)
Kommunistpartiet grundlagde en kommunistisk stat — Folkerepublikken Kina — som gjorde krav på at være det retmæssige Kina. Men Republikken Kinas Kuomintang-regering havde taget tilflugt på Taiwan, hvor den fortsat nød international anerkendelse af hele Vestblokken og FN. Dette varede til 1970'erne, da FN og de fleste vestlige lande valgte at anerkende Folkerepublikken i stedet.
Større krigshandlinger i den kinesiske borgerkrig sluttede i 1949, og Kinas kommunistparti havde kontrol med næsten hele landet, og Kuomintang, som havde regeret Republikken Kina mellem 1911 og 1949, havde kun kontrol over Taiwan og nogle omkringliggende øer. Den 1. oktober 1949 udråbte Mao Zedong Folkerepublikken Kina.
Efter en række økonomiske katastrofer som følge af Det store spring fremad trådte Mao tilbage som formand i 1959 og blev fulgt af Liu Shaoqi. Mao havde stadig meget kontrol over partiet, men havde ikke kontrol med den økonomiske politik, der blev styret af Liu Shaoqi og Deng Xiaoping.
For at Mao igen kunne få magten, begyndte han Kulturrevolutionen i 1966, der varede til hans død 10 år senere. Forholdet til Sovjetunionen, der ikke var godt, blev værre, og i 1969 var det tæt på atomkrig mellem Kina og Sovjetunionen. I 1972 mødtes Mao med USA's præsident Richard Nixon i Beijing. Senere samme år anerkendte FN Folkerepublikken som Kinas legitime regering. Indtil da havde republikken på Taiwan haft Kinas plads i FN og i sikkerhedsrådet.
Efter Maos død i 1976 og anholdelsen af Firebanden, der fik skyld for overgrebene begået under Kulturrevolutionen, fik Deng Xiaoping hurtigt vristet magten fra Maos udpegede efterfølger Hua Guofeng. Selv om Deng hverken blev leder af partiet eller landet, lykkedes det ham at gennemføre omfattende økonomiske reformer. Gradvist løsnede kommunistpartiet kontrollen over borgernes privatliv, kollektivlandbrugene blev afskaffet og landmændene fik jord, de selv ejede Det motiverede øget produktion. Det betød også, at Kina gik fra planøkonomi til "blandet økonomi". Folkerepublikken fik ny forfatning den 4. december 1982.
Den reformvenlige politiker Hu Yaobangs død i 1989 var med til Demonstrationerne på Den Himmelske Freds Plads samme år, hvor studenter og andre i flere måneder demonstrerede for demokrati og ytringsfrihed. Demonstrationerne blev stoppet den 4. juni, da kampvogne og soldater fra Folkets Befrielseshær ryddede pladsen ved at skyde mod de ubevæbnede demonstranter med mange døde og sårede til følge. Enkelte billeder af rydningen slap ud af Kina. Bl.a. "Tankmanden", det berømte billede af en ubevæbnet mand, der søger at stoppe en kampvogn ved at stille sig foran den. Den voldelige rydning medførte fordømmelse og sanktioner imod Kinas regering fra de fleste lande i verdenen.
Præsident Jiang Zemin og premierminister Zhu Rongji (begge tidligere borgmestre fra Shanghai) var ledere af Kina i 1990'erne. Under Jiang Zemins 10 år som leder blev 150 millioner bønder løftet over fattigdomsgrænsen, og Kina havde en årlig økonomisk vækst på 11.2 %. Landet blev medlem af WTO i 2001.
Selv om Kina har brug for økonomisk vækst for at kunne udvikle landet, er regeringen begyndt at blive bekymret over, om den hurtige økonomiske vækst skadede landets ressourcer og miljø. En anden bekymring er, om nogle dele af samfundet ikke får tilstrækkelig del i den økonomisk vækst. Derfor har den nuværende præsident Hu Jintao og premierminister Wen Jiabao vedtaget programmer, der skal sikre en mere ligelig fordeling af landets ressourcer. Om det er tilstrækkeligt til at løse problemerne, vil tiden vise. Det meste af Kinas befolkning har oplevet en kraftig stigning i levestandarden, men den politiske kontrol er stadig stram.

## Politik
Selv om Kina af mange eksperter i statskundskab bliver anset for at være kommunistisk, har det siden 1980'erne ikke være muligt at give en simpel beskrivelse af Kinas politiske system. Kinas regering er af forskellige internationale observatører blevet betegnet som autoritær, kommunistisk og socialistisk med stærke restriktioner på mange områder som fx internet, ytringsfrihed, forsamlingsfrihed, ret til at få børn og religionsfrihed, men Kina er langt mindre restriktivt end i 1970'erne, men langt fra så demokratisk som Europa og Nordamerika.
Landet regeres på grundlag af forfatningen fra 1982. Pr.  2017 er Xi Jinping Kinas præsident og Li Keqiang er landets premierminister.
Landet styres af Kinas kommunistparti, der er sikret magten via forfatningen. Der er andre partier i Kina, der i Kina omtales som "demokratiske", der deltager i Det Kinesiske Folks Politiske Rådgivende Konference og Den Nationale Folkekongres. Der er åbnet lidt op for muligheden for valg på lokalt niveau/by-niveau men på regeringsniveau har kommunistpartiet den fulde magt. Nogle af de store politiske emner i Kina er den stigende forskel på rig og fattig. Utilfredsheden med den udbredte korruption blandt kommunistpartiets ledere og embedsmænd. Kommunistpartiets støtte i den kinesiske befolkning er uklar, da der ikke er nationale valg. Mange i Kina ser ud til at være tilfredse med den sociale stabilitet.
Den 11. marts 2018 vedtog parlamentet en forfatningsændring, der betyder at præsidenten ikke længere kun må sidde på posten i to perioder a fem år og godt kan genvælges. Præsidenten Xi Jinping forventes at fortsætte og har også kælenavnet Mao 2.0, da han sidder tungt på kommunistpartiet og dermed også at kunne få ændringen igennem.

### Udenrigspolitik
Kina har diplomatiske relationer med de fleste større lande i verden. Danmark anerkendte, som det første vestlige land, Folkerepublikken Kina den 9. januar 1950. Folkerepublikken Kina overtog i 1971 Taiwans plads som repræsentant for Kina og blev et af de fem permanente medlemmer af sikkerhedsråbet. Kina er også observatør i De alliancefrie landes bevægelse.
Kina fører en et-Kina-politik, der betyder at Kina kun vil have diplomatiske forbindelser med lande der anerkender Kinas krav på Taiwan og som ikke har diplomatiske forbindelser med Taiwan. Den kinesiske regering er også kraftigt imod, at Taiwans politikere som Lee Teng-hui og Chen Shui-bian eller kontroversielle personer som Tenzin Gyatso (Tibets Dalai Lama) modtages officielt af nogle lande.
Japan og Kina har indimellem haft et anstrengt forhold bl.a. fordi at der i nogle japanske skolebøger er benægtelse af japanske soldaters overgreb i Kina under 2. verdenskrig. Og at japanske regeringsembedsmænd med jævne mellemrum har besøgt Yasukuni helligdommen. Forholdet er blevet bedre efter Shinzo Abe blev Japans premierminister den 26. september 2006.
Kina er medlem af forsvarsalliancen Shanghai Cooperation Organisation (SCO) som er et østligt alternativ til NATO. Kina er derfor militært allieret med blandt andet Rusland og Kasakhstan. Indien og Pakistan er også med i denne alliance, de blev det i 2015.

### Befolkningspolitik
Med en befolkning på over 1,3 milliard og en estimeret vækstrate på 0,57% er Kinas regering bekymret over og opmærksom på sin befolkningsvækst og har med vekslende held forsøgt forskellig familieplanlægningspolitik. Regeringens mål er ét barn per familie med undtagelser af etniske minoriteter samt i tyndtbefolket områder, hvor en familie må få barn nummer to hvis første barn er en pige eller handicappet. Regeringens mål er at stabilisere befolkningen og befolkningsvæksten så tidligt som muligt i det 21. århundrede, men mange prognoser estimerer en befolkning mellem 1,4 og 1,6 milliard i 2025. Kinas familieminister har udtalt, at Kina vil forsætte etbarnspolitikken mindst til 2018.
Der er modstand mod politikken særligt i landsbrugsområder, hvor der er brug for arbejdskraft, og fordi man i Kina traditionelt altid ønsker at få sønner. De, der ikke overholder etbarnspolitikken, lyver ofte om antal familiemedlemmer, ved folketælling. Officiel politik forbyder tvangsabort eller tvangssterilisation, men der fremkommer jævnligt beskyldninger om, at lokale embedsmænd tager drastiske midler i brug for at nå befolkningsmålsætninger.
Fordi resultatet af folketællinger i Kina er blevet stadig mere upålidelige, er det svært at sige, om politikken har haft den ønskede effekt. Kinesiske demografers bud på Kinas fertilitetsrate varierer fra 1,5 til 2,0 %. Regeringen er særligt bekymret for, at der vil bliver født langt flere drenge end piger fordi familier traditionelt foretrækker drenge. Det er derfor forbudt at bruge ultralydscanning til kønsbestemmelse og abort af pigefostre.

### Menneskerettigheder
Brug af censur og masseovervågning er udbredt, og kommunistpartiet undertrykker enhver organisation, som anses for at være en trussel imod dets magt, som det var tilfældet med Demonstrationerne på Den Himmelske Freds Plads (1989). Medierne er blevet aktive og skriver om sociale problemer og kritik af korruption i de lavere dele af regeringen. Det er oftere blevet tilladt at demonstrere mod lokale problemer. Hu Jintao har samtidig oftere slået ned på kritiske journalister, selv udenlandske.
Tildelingen af Nobels fredspris til systemkritikeren Liu Xiaobo i 2010 skabte en diplomatisk krise med Norge. Det kinesiske regime var udfordret af et åbent brev fra 23 tidligere topembedsmænd, som bl.a. krævede "borgernes ret til ytrings- og pressefrihed" realiseret. Kravene kan i yderste konsekvens føre til en destabilisering af regeringen.

#### Xinjiang Uighur region – koncentrationslejre
I Xinjiang Uighur regionen bliver over 1 million uigurer, kasakhere og andre overvejende muslimske etniske grupper uden rettergang holdt i 500 koncentrationslejre, for at bære skæg, hijab, besøge en ikke-kinesisk side på internettet eller søger religiøse tekster gennem Zapya, hvor 40.000 blev anholdt for at bruge appen.   hvor de bliver indoktrineret/sinicization mod hankinesere.
Hvor deres mål er:
- Tillad aldrig flugt
- Forøg disciplin og straf for voldelig adfærdsovertrædelser
- Fremme omvendelser og tilståelser
- Gør afhjælpende mandarin-studier til højeste prioritet
- Tilskynd studerende til virkelig at transformere
- Sørg for fuld videoovervågning, dækning af sovesale og klasseværelser, fri for blinde vinkler.[37]

Kort over alle koncentrationslejrene er stadig ikke officiel, men East Turkistan National Awakening Movement har lavet et kort med 182 mistænkte koncentrationslejre, 209 mistænkte fængsler og 74 mistænkte bingtuanske arbejdslejre, KKP Beijing har tidligere benægtet, at det eksisterer i 2018, det ændrede de i 2019, hvor BBC News besøgte en koncentrationslejr,målet med lejerne er sinicization af regionen gennem begrænsning eller fjernelse islam, officiel er det kampen mod ekstremisme for national sikkerhed. 

#### Organhøst
Der er stærke beviser for systematiseret tyveri af organer fra politiske samvittighedsfanger i Kina. Som Falun Gong-udøvere og Uighur-muslimer.
Kommunistpartiet siger, at det samlede antal lovlige transplantationer er ca. 10.000 pr. år. Men
rapporter anslår, at der hvert år transplanteres 60.000 til 100.000 organer på kinesiske hospitaler, hvoraf mange er fra fanger.

#### Social kontrol
Kinas sociale pointsystem eller det social pointsystem (kinesisk: 社会信用体系; pinyin: shèhuì xìnyòng tǐxì) er et national omdømme-system, der bliver udviklet af Kinas regering. Det blev igangsat i 2014 og i 2020 er det meningen at det skal skal være standardiseret til bedømmelse af indbyggere og virksomheders økonomiske og sociale omdømme eller "social pount".

## Militær
Kina er en militær stormagt, der udover at råde over verdens største hær er i besiddelse af kernevåben.
Kina er medlem af Shanghai Cooperation Organisation (SCO), der er en østlig forsvarsalliance som en modspiller til vestlige NATO. Dermed er Kina militært allieret med Rusland, Kasakhstan, Indien og Pakistan. Senest har Iran ansøgt om fuldt medlemskab, imens Nordkorea menes at være de facto medlem, uofficielt.

### Hæren
"Folkets Befrielseshær" er verdens største hær officielt med 2,2 millioner færdiguddannede, veltrænede og -bevæbnede soldater og en reserve på 800.000 soldater. Derudover er mere end 6 millioner mænd og 3,5 millioner kvinder registreret som egnet til militærtjeneste i tilfælde af krig. Og 7 millioner paramilitære styrker.
Kinas samlede militære budgetter i 2008 var, hvad der svarer til  ca. 450 milliarder kroner. Beløbet er  1,7 % af Kinas BNP.

### Luftvåbnet
"Folkets Befrielseshærs Luftvåben" er verdens 3.største og består af 400.000 mand, der ledes af general Xu Qiliang. Luftvåbnet har 2024 kampdygtige fly; bombefly, jagerbombere, jagerfly og transportfly. Flyene er primært kinesisk byggede, men gennem medlemskabet af Shanghai Cooperation Organisation råder Kinas luftvåben også over mange russisk-fremstillede fly og helikoptere. Derudover har man importeret et par modeller fra Frankrig, Canada og Israel samt en helikopter fra USA.

### Flåden
"Folkets Befrielseshærs Flåde" består af 250.000 søfolk under ledelse af admiral Wu Shengli. Den deltager ligesom Søværnets HDMS Absalon aktivt i adskillige internationale operationer til bekæmpelse af pirater ud for Somalia.
I 2010 byggede Kina et specialbygget undervandsfartøj, ubåden Jiaolong, som gennemførte et dyk på 3.759 meter. Ubåden var imidlertid beregnet til at nå en dybde på 7.000 meter. Der er både olie og mineraler, og dertil kommer de undersøiske kabler med diplomatisk kommunikation, tabte atombomber, sunkne ubåde og missilsprænghoveder, og med evnen til at dykke 7 kilometer ned vil Kina få adgang til 99,8 % af havbunden i alle have. Kina hævder selv, at ubåden er beregnet til civile formål.
Den 31. december 2015 bekræftede Kinas forsvarsministerium at Kina er i gang med at bygge et nyt hangarskib efter tegningerne fra landets første hangarskib, Liaoning, hvilket man købte fra Ukraine i 1998. Meddelelsen kom kort efter, at det var kommet frem, at Kina var i fuld gang med at opbygge fremskudte flådebaser på undersøiske klippeskær i Det Sydkinesiske Hav, ligesom Kina har meddelt, at hvis USA forsætter med at bevæge sig ind i området i det Sydkinesiske Hav, som Kinas anser som deres, kan det føre til krig.

## Administrative inddelinger
Kina er inddelt i 23 provinser, 5 autonome regioner og 4 kommuner. Disse siges tilsammen at udgøre hovedlandet Kina. Udover 22 provinser anser den kinesiske regering også Taiwan for at høre under Kina og betragter derfor Taiwan som sin 23. provins.
Hertil kommer de to særlige administrative områder Macao og Hongkong, som hører under den kinesiske administration, men som nyder en udstrakt selvstændighed i forhold til øvrige provinser, regioner og kommuner.
Desuden består Folkerepublikken Kina af 56 forskellige officielle nationaliteter.
| Provinser - Anhui (安徽) - Fujian (福建) - Gansu (甘肃) - Guangdong (广东) - Guizhou (贵州) - Hainan (海南) - Hebei (河北) - Heilongjiang (黑龙江) - Henan (河南) - Hubei (湖北) - Hunan (湖南) - Jiangsu (江苏) - Jiangxi (江西) - Jilin (吉林) - Liaoning (辽宁) - Qinghai (青海) - Shaanxi (陕西) - Shandong (山东) - Shanxi (山西) - Sichuan (四川) - Yunnan (云南) - Zhejiang (浙江) | Autonome regioner - Guangxi Zhuang (广西壮族) - Indre Mongoliet (内蒙古) - Ningxia Hui (宁夏回族) - Xinjiang Uighur (新疆维吾尔族) - Tibet (西藏) Kommuner - Beijing (北京) - Chongqing (重庆) - Shanghai (上海) - Tianjin (天津) Særlige administrative regioner - Hongkong (香港) - Macao (澳门) Omdiskuteret provins - Taiwan (台湾) |

## Geografi
Kina er det tredjestørste land i verden (kun overgået af Rusland og Canada) i landareal. og betragtes som det tredje største land i verden målt på både hav- og landareal. Der er usikkerhed omkring arealet på grund af to ting: (1) gyldigheden af Kinas krav på områder som Aksai Chin og Shaksgam (Indien gør også krav på begge områder), og (2) måden man beregner den samlede størrelse af USA's areal: The World Factbook angiver størrelsen til 9.826.630 km², og Encyclopedia Britannica angiver størrelsen til 9.522.055 km². Kina grænser op til 14 lande og 4 have/stræder (nævnt med uret startende i vest): Tadsjikistan, Kirgisistan, Kasakhstan, Rusland, Mongoliet, Nordkorea, Gule Hav, Østkinesiske Hav, Formosastrædet, Sydkinesiske Hav, Vietnam, Laos, Burma, Bhutan, Nepal, Indien, Pakistan og Afghanistan.
Kina har et meget varieret landskab. I øst, langs kysten mod det Gule Hav og det Østkinesiske Hav ligger nogle rigt udnyttede og tætbefolkede alluviale sletter og i syd mod det Sydkinesiske Hav er landskabet i højere grad fyldt med bjerge. I det centraløstlige Kina finder man floddeltaerne fra Kinas to største floder, Huang He og Yangtze, men også Xiang-floden, Mekong, Brahmaputra og Amur kan nævnes som store kinesiske floder.
I det vestlige Kina præges landskabet af store bjergkæder – heriblandt Himalaya med Kinas højeste punkt, Mount Everest. Her ligger også store, højtliggende plateauer med tørt landskab i form af ørkener såsom Taklamakan- og Gobiørkenen.
Grundet længere tids tørke og dårlige agrikulturelle metoder er sandstorme blevet almindelige om foråret i Kina. Ifølge det kinesiske miljøbeskyttelsesagentur udvides arealet af Gobi-ørkenen "som en tsunami" og denne ørken er en stor kilde til sandstorme, der påvirker andre egne af både Kina og omliggende nordøst-asiatiske områder såsom Taiwan, Korea og Japan. Støv fra disse nordlige sletter er blevet sporet så langt væk som den amerikanske østkyst. Manglende vandrensning (i form af forurening af floder fra husholdning, fabrikker samt anvendelse af overrislingsmetoder og til drikkevand) har i de senere år været kilde til miljømæssige konflikter mellem Kina og nogle af dets nabolande.

## Økonomi
Siden 1978 har Folkerepublikken Kina forsøgt at reformere den kinesiske økonomi fra sovjet-inspireret planøkonomi til en mere markedsorienteret økonomi, men stadig inden for en forholdsvist rigid politisk ramme under kommunistpartiets kontrol. Blandt andet er det agrikulturelle ansvar flyttet fra kollektive instanser til den enkelte husholdning, industriens daglige ledere har fået mere autoritet og ansvar, tilladt mindre og større firmaer inden for en lang række service- og forarbejdningsfag samt åbnet økonomien op for at øge international samhandel og investering. Man har også slækket på den tidligere udstrakte priskontrol. Dette har forårsaget et skift i kinesisk økonomi fra planøkonomi til en blandet økonomi med både kommunistiske og kapitalistiske tendenser. Reformerne kan tilskrives Deng Xiaoping, der efter Maos død i 1976 stod for en mere pragmatisk linje blandt de kinesiske ledere.[kilde mangler]
Kina har ry for at være et land, der kan fremstille varer for små omkostninger, hvilket primært skyldes en stor, ikke-organiseret, billig arbejdsstyrke. Timelønnen for en ufaglært arbejder på en kinesisk fabrik i det rurale område af Kina er under $1 i timen, men det skal selvfølgelig sammenholdes med, at leveomkostninger (prisen for varer og services) er betydeligt lavere i Kina end i mere udviklede lande. Oveni dette kommer, at mange kinesiske arbejdere ikke er organiseret i fagforeninger. En mulig årsag til dette kan være den kinesiske arbejdskultur og -etik, men det kan også skyldes en frygt for, at fagforeninger vil blive udnyttet af kommunistpartiet til at identificere dissidenter.
Et andet ofte overset aspekt af den kinesiske økonomi er den lave udgift til andre omkostninger end arbejdskraft (for eksempel faciliteter, råvarer med videre). Dette skyldes et stærkt konkurrencepræget marked med mange producenter og en generel tendens til overudbud og lave priser. Der er også stadig spor af priskontrollen og leveringsgarantier fra planøkonomiens tid. Efterhånden som statskontrollerede virksomheder bliver udliciteret og arbejdere skifter til andre sektorer vil denne deflatoriske effekt sætte et større pres på økonomien.
Kinas vækst på det globale marked har skabt bemærkelsesværdige konflikter – især i forbindelse med ubalancen i handelsforholdet mellem Kina og USA. Dette skyldes, at Kina kan producere varer, som er eftertragtede i USA, langt billigere end øvrige asiatiske eller latinamerikanske lande, mens USA sjældent kan levere varer til Kina, der kan konkurrere med tilsvarende fra Europa eller Asien. En anden faktor (nævnt af flere kilder) er vekselkursen mellem den kinesiske yuan og den amerikanske dollar, der i en periode har været fastlåst. Først den 21. juli 2005 annoncerede Kinas Folkebank at man ville have en mere flydende vekselkurs, hvor man tillod, at valutaen nærmede sig den amerikanske dollar med 0,3% om dagen. Der er også en begrænsning på den omvekslede mængde af Yuan til udenrigs valutaer på max 3% om dagen. Disse føderale restriktioner har gjort det svært for mange amerikanske virksomheder at eksportere til det kinesiske marked og har bidraget til den skæve handelsbalance.
| Økonomiske nøgletal         | Værdi           | % af BNP | År, kilde                       |
| --------------------------- | --------------- | -------- | ------------------------------- |
| BNP                         | 2 668,0 mrd US$ |          | 2006, Verdensbanken             |
| BNP (vækst)                 | 11,5 %          |          | Q3 2007, The Economist nov 2007 |
| Industriproduktion          | 18,9 %          |          | Q3 2007, The Economist nov 2007 |
| Konsumpriser                | 6,2%            |          | Q3 2007, The Economist nov 2007 |
| Renter 3 mnd                | 4,05 %          |          | Q3 2007, The Economist nov 2007 |
| Børsindeks 1.jan-7.mai 2008 | -32,0 %         |          | The Economist mai 2008          |
| Arbejdsløshed               | 9,5 %           |          | Q3 2007, The Economist nov 2007 |
| Handelsbalance 12 mnd       | 253,4 mrd $     |          | Q2 2007, The Economist nov 2007 |
| Betalingsbalance 12 mnd     | 249,9 mrd $     | 10,7 %   | Q2 2007, The Economist nov 2007 |
| Budgetbalance               |                 | 0,2 %    | 2007, The Economist nov 2007    |
| Utdviklingshjælp            | 1,87 mrd US$    |          | 2005, UNDP Database             |
| BNP per indb                | 1 533 US$       |          | 2005, UNDP Database             |

I 2003 steg Kinas BNP udtrykt som en købekraftsparitet til $6.4 billioner (40 billioner danske kroner) og blev dermed den næststørste i verden. Udtrykt i sædvanlige størrelser forventes Kinas BNP i 2005 at blive den sjettestørste i verden. Dog grundet den store befolkningsstørrelse giver det kun estimeret $5.600 per indbygger, hvilket placerer Kina som nummer 90. Kinas officielt rapporterede vækst var i 2003 på 9.1%.
Den økonomiske ulighed mellem kyststrækning i øst og det øvrige land er til stadighed stor. For at imødegå dette potentielt destabiliserende problem har den kinesiske regering i 2000 initieret udviklingen af Vestkina, i 2003 revitaliseringen af Nordøstkina og i 2004 opløft af Centralkina. Alle disse initiativer forsøger at hjælpe det indre Kina at følge med kyststrækningens vækst. Billedet her til højre viser hvilket områder, der er mål for hvilke initiativer.

## Videnskab og teknologi
I 1992 godkendte Kinas regering Shenzhou-programmet, der havde som mål at sende mennesker ud i rummet. Efter fire ubemandede prøveflyvninger blev Shenzhou 5 opsendt den 15. oktober 2003 ved brug af en Long March 2F løfteraket og med den kinesiske astronaut Yang Liwei om bord, hvorved Kina blev det tredje land i verdenen, der selv er i stand til at sende en mand ud i verdensrummet. Kina gennemførte sin anden bemandede mission, Shenzhou 6, med to personer om bord i oktober 2005. I 2008 foretog Kina sin tredje bemandede rumflyvning, Shenzhou 7, hvor der blev udført en rumvandring. Landet har planer om at bygge en rumstation i nærmeste fremtid og foretage en månelanding i det næste årti.
I Kina har mere end 700 millioner mennesker en mobiltelefon hvilket er det højeste antal for noget land i verden.

## Demografi
Befolkning: 1.321.851.888 (estimeret juli 2007)
Aldersfordeling:
0-14 år: 22,3% (hankøn 153.401.051; hunkøn 135.812.993);
15-64 år: 70,3% (hankøn 469.328.664; hunkøn 443.248.860);
65 år og derover: 7,5% (hankøn 46.308.923; hunkøn 50.747.133) (est. 2005).
Befolkningsvækstrate: 0,57% (est. 2004)

### Etniske grupper
Folkerepublikken Kina anerkender officielt 56 forskellige etniske grupper, hvoraf den største er hankinesere, som udgør omkring 91,9% af befolkningen. Større etniske minoriteter inkluderer zhuang (16 millioner), manchu (10 millioner), huikinesere (9 millioner), miao (8 millioner), uighur (7 millioner), yi (7 millioner), tujia (5,75 millioner), mongoler (5 millioner), tibetanere (5 millioner), bouyei (3 millioner) og koreanere (2 millioner).

### Største byer
Folkerepublikken Kina består af mange byer med over 1 million indbyggere, hvoraf adskillige er blandt de 100 mest folkerige byer i verden. Nedenstående tabel viser de 20 største byer og deres estimerede befolkningsstørrelse i millioner:
| #   | By             | Estimat |
| --- | -------------- | ------- |
| 1.  | Shanghai 上海  | 9,0     |
| 2.  | Beijing 北京   | 7,1     |
| 3.  | Tianjin 天津   | 4,3     |
| 4.  | Wuhan 武汉     | 4,0     |
| 5.  | Shenyang 沈阳  | 3,5     |
| 6.  | Guangzhou 广州 | 3,4     |
| 7.  | Harbin 哈尔滨  | 2,8     |
| 8.  | Xi'an 西安     | 2,7     |
| 9.  | Chongqing 重庆 | 2,3     |
| 10. | Kowloon 九龍   | 2,3     |
| 11. | Chengdu 成都   | 1,9     |
| 12. | Changchun 长春 | 1,9     |
| 13. | Taiyuan 太原   | 1,8     |
| 14. | Nanjing 南京   | 1,8     |
| 15. | Jinan 济南     | 1,7     |
| 16. | Dalian 大连    | 1,7     |
| 17. | Qingdao 青岛   | 1,4     |
| 18. | Lanzhou 兰州   | 1,4     |
| 19. | Fushun 抚顺    | 1,4     |
| 20. | Zhengzhou 郑州 | 1,3     |

(Alle kinesiske tegn i det ovenstående er i simplificeret kinesisk skrift)

### Religion
Kina har religionsfrihed med nogle begrænsninger, selv om landet officielt er ateistisk. Dog skal alle religiøse grupper have statens godkendelse for at måtte udøve deres religion. Hvor mange tilhængere der er af de forskellige religioner er umuligt at sige, fordi der ikke findes officielle tal, men der er enighed om, at religionerne har fået flere tilhængere de seneste 20 år. En undersøgelse fra 1998 viste, at 59 % (over 700 millioner) af befolkningen ikke var tilhængere af en religion. Mens en undersøgelse fra 2007 viste, at 300 millioner (23 % af befolkningen) tror på en religion, hvilket er meget mere end de officielle tal på 100 millioner.
Ritualer og religion — særligt den traditionelle tro på konfucianisme, taoisme og buddhisme — spiller en vigtig rolle i manges liv. Ca. 33% af befolkningen følger en blanding af trosretninger, som i statistikkerne benævnes som "Traditionel tro" eller "Andet".
Ca. 8 % af befolkningen er buddhister. Forfatteren og researcheren Paul Hattaway har arbejdet i 20 år med at samle data om Kinas kristne. Han har udgivet en rapport, som anslår, at antallet af kristne i Kina har passeret 100 millioner, mens regeringen har opgjort antallet af kristne til 16 millioner. En uafhængig undersøgelse fra East China Normal University nåede til, at der er 40 millioner kristne i Kina, hvilket er meget mere end regeringens tal, men meget lavere end hvad nogle udenlandske observatører er kommet frem til. Officielle tal angiver, at der er 20 millioner muslimer i Kina.
Den religiøse retning Xiantianisme, der har sit udspring i gammel kinesisk religion, er forbudt i Folkerepublikken.

### Sundhed
Den nationale sundheds- og familieplanlægningskommission overvåger sammen med de lokale kommissioner den kinesiske befolknings sundhed. Myndighederne har lagt vægt på folkesundhed og forebyggelse siden begyndelsen af 1950'ere.
Fra 2017 er den gennemsnitlige forventede levealder ved fødslen i Kina 76 år og spædbørnsdødeligheden er 7 promille. Begge er forbedret markant siden 1950'erne.
På trods af betydelige forbedringer i sundheden har Kina adskillige nye folkesundhedsmæssige problemer som luftvejssygdomme forårsaget af udbredt luftforurening, hundreder af millioner cigaretrygere og en stigning i fedme blandt de unge.
Kinas store befolkning og tætbefolkede byer har ført til alvorlige sygdomsudbrud i de senere år som SARS-udbruddet i 2003. I 2010 forårsagede luftforurening 1,2 millioner for tidlige dødsfald i Kina. Coronapandemien blev første gang identificeret i Wuhan i december 2019.

## Infrastruktur
Kina har et af verdens mest udviklede højhastighedsjernbanenet og er ved at udbygge det, dog har en stor ulykke på en af højhastighedsbanerne lagt en dæmper på noget af nybyggeriget.[kilde mangler]

## Kultur
I en periode på 1300 år, kunne man i det kejserlige Kina avancere i det sociale hierarki og opnå velstand ved at tage en embedsmandseksamen. Eksaminernes vægt på kalligrafi og litteratur var med til at give den opfattelse, at det var finere kunst end dans og drama. Kinas traditionelle livsanskuelse kommer fra konfucianisme og konservatisme. Eksaminer og meritokrati er stadig noget, man ser meget positivt på i Kina.

### Sport
Kina er blandt de tidligste steder i verden, hvor man begyndte at dyrke sport. Kina er det sted i verden, hvor for en form for fodbold først blev spillet. Ud over fodbold er følgende sportsgrene populære i Kina: kampsport, bordtennis, badminton, svømning, basketball og  senest golf og rugby. Brætspil som go, xiangqi (kinesisk skak) og mahjong (májiàng) og skak er populære spil i Kina.
I kinesisk kultur anses det for vigtigt at være fysisk aktiv, og man kan se ældre lave qigong og tai chi i parker om morgenen, og studerende laver strækøvelser på skolens område. Den professionelle amerikanske basketball-liga NBA har mange unge tilhængere i Kina, og Yao Ming er et stort idol for dem.
Sommer-OL 2008 blev afholdt i Beijing og derfor er der for tiden øget fokus på sport i Kina.

### Mad
Mad er en vigtig del af kinesisk kultur. Stort set alt mad er knyttet til en effekt på helbredet.
Kineserne spiser ofte ude. Det Kinesiske køkken stammer fra de forskellige provinser, og der findes mange retter.
Der spises med pinde, og maden serveres i fælles skåle på bordet og alle spiser af alle de retter, der er på bordet.
I Sydkina er ris det dominerende tilbehør, men i nord er det mere baseret på brød bagt af korn.
Fokus på maden og dens betydning for helbredet er meget udbredt og kineserne bruger en langt større del af deres indtægt på at købe mad end hvad der kendes fra Danmark.
Den gryde, der i Danmark kaldes en wok, er allround værktøjet i det kinesiske køkken. Meget mad lynsteges eller dampes. Ovn findes sjældent privat, men bruges på restauranter. Fx er pekingand, som er en af de kendteste kinesiske retter, stegt i ovn.
Pekingand består hovedsageligt af det gyldne sprøde skind fra anden, det dyppes i Hoisin sauce og rulles i en lille pandekage, sammen med tynde strimler af fx porre og agurk.

### Fritid
Den vigtigste officielle højtid i Kina, er den kinesiske nytårsfest i januar eller februar. Man fejrer ikke jul i Kina, men kinesisk nytår er som julen i Danmark  familiens samling til spisning og drikke. Børnene får gaver (en rød konvolut med penge), og man tænder fyrværkeri for at jage de onde ånder væk. Det kinesiske nytår varer i to uger.

### Diverse
Kinas nationalsang er sangen De frivilliges march

### Sprog
Kinesisk talesprog har mange lokale varianter: mandarin, wu, kantonesisk og min. Langt de fleste kinesere taler en lokal dialekt, der er en mandarin variant. Sprogvariationerne kan være meget store, fx kan en kineser, der kun kan tale en wu-dialekt, ikke forstå én, der kun kan tale en kanton- dialekt. De fleste kinesere kan tale standardkinesisk, standardmandarin eller blot mandarin, fordi det er Kinas officielle sprog, og der undervises i det i folkeskolen. Det bruges i fjernsynet mv. Kinesisk skrift er baseret på standardkinesisk. Kineserne kalder selv standardkinesisk for putonghua (fælles sprog), og det gør det muligt for alle kinesere at læse de samme aviser, men ikke altid forstå hinandens tale, hvis de ikke har lært at udtale standardkinesisk i skolen.

### Gambling
Officielt er gambling ulovligt i Kina. Der er dog statsejede lotterier, som alle kinesere kan deltage i. Derudover er det lovligt at deltage i gambling i to særlige administrative områder under paragraf 31 i Folkerepublikken Kinas forfatning. Disse områder er Hong Kong og Macau. Under VM i 2018 meddelte statsejede kinesiske medier, at det var lykkedes at stoppe udøvere af ulovlig gambling til en værdi af næsten 50 mio. amerikanske dollars. Den ulovlige gambling var gennemført via sociale medier som WeChat.